# Zespół Szkół i Placówek Oświatowych w Nysie
Zespół Szkół i Placówek Oświatowych im. Emila Godlewskiego w Nysie (ZSiPO w Nysie, popularnie – Rolnik, dawniej Zespół Szkół Rolnicze Centrum Kształcenia Ustawicznego) – zespół szkół ponadpodstawowych z siedzibą w Nysie w woj. opolskim.